# Piggy D.
Matt Montgomery, znany lepiej jako Piggy D. (ur. 16 listopada 1975 w Hudson) – amerykański muzyk rockowy, popularność zyskał dzięki zespołowi Wednesday 13, w którym był gitarzystą w latach 2005–2006. Od 2006 r. gra na basie w zespole Rob Zombie.
Piggy D. grą na gitarze zainteresował się w wieku 11 lat. Wpływ na to mieli jego rodzice, którzy byli muzykami. W młodości słuchał takich zespołów jak KISS i Mötley Crüe.

## Kariera
Na początku Piggy grał na gitarze w zespole AMEN. Popularność zyskał jednak dzięki zespołowi Wednesday 13, w którym był gitarzystą w latach 2005–2006. Z grupą wydał płytę Transylvania 90210: Songs Of Death, Dying And The Dead. Przed wydaniem następnego albumu (Fang Bang) dołączył do zespołu Rob Zombie, jako basista (zastąpił Roba Nicholsona).
Oprócz gry w zespole Rob Zombie, Piggy zajmuje się m.in. fotografowaniem i projektowaniem. Wyreżyserował 10-minutowy filmik "Along Came a Spider: the Movie" dla Alice'a Coopera. Filmik zawierał trzy piosenki z nowego albumu Alice'a Coopera: "Vengeance is Mine", "(In Touch with Your) Feminine Side" i "Killed by Love". Piggy jest też autorem okładki płyty i plakatu promującego album. Ponadto współpracował z Johnem 5 przy jego solowym albumie The Devil Knows My Name (2006).

## Dyskografia
Wednesday 13
- 2005: Transylvania 90210: Songs of Death, Dying, and the Dead
- 2006: Fang Bang (Piggy opuścił zespół przed ukazaniem się albumu)

John 5
- 2006: The Devil Knows My Name

Rob Zombie
- 2007: Zombie Live
- 2008: Punisher: Strefa wojny Soundtrack
- 2010: Hellbilly Deluxe 2: Noble Jackals, Penny Dreadfuls and the Systematic Dehumanization of Cool

The Haxans
- 2017: Party Monsters

Solo
- 2007: The Evacuation Plan
- My Own Private Radio